# Agathia lycaenidia
Agathia lycaenidia är en fjärilsart som beskrevs av Max Joseph Bastelberger 1911. Agathia lycaenidia ingår i släktet Agathia och familjen mätare. Inga underarter finns listade i Catalogue of Life.